# Brànquia

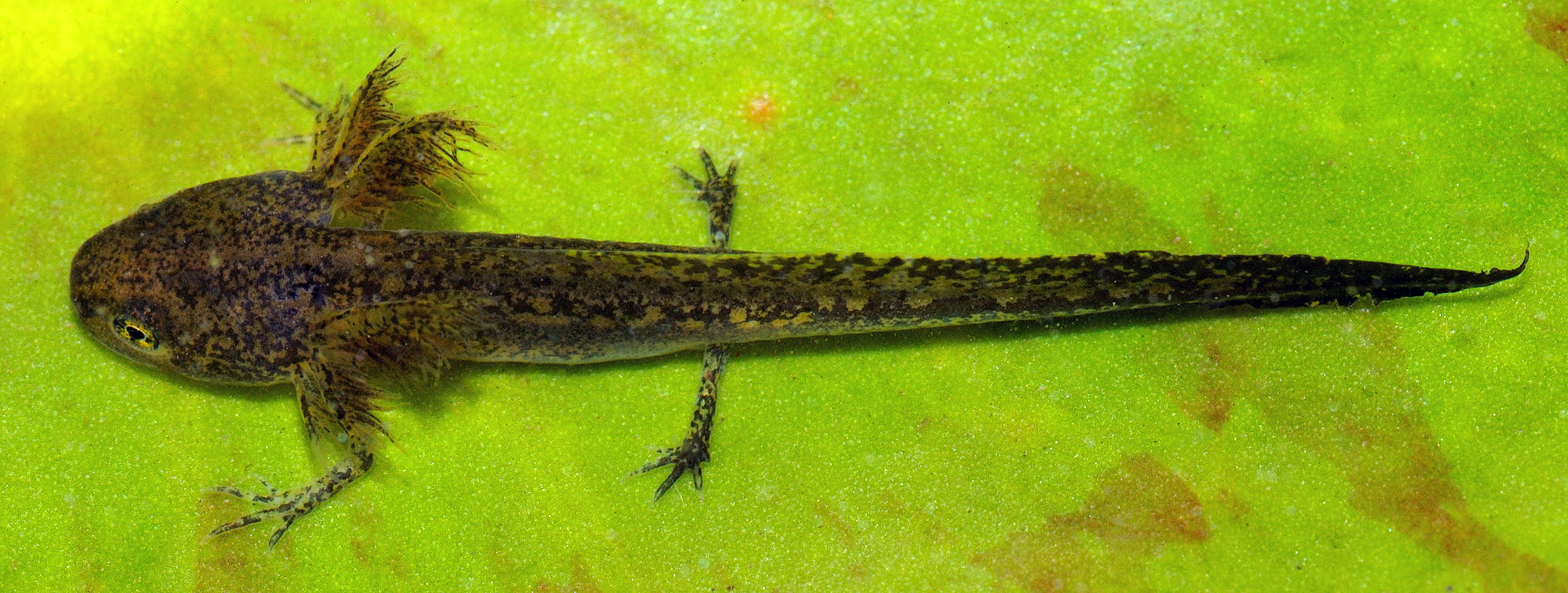
Un tritó que mostra les brànquies

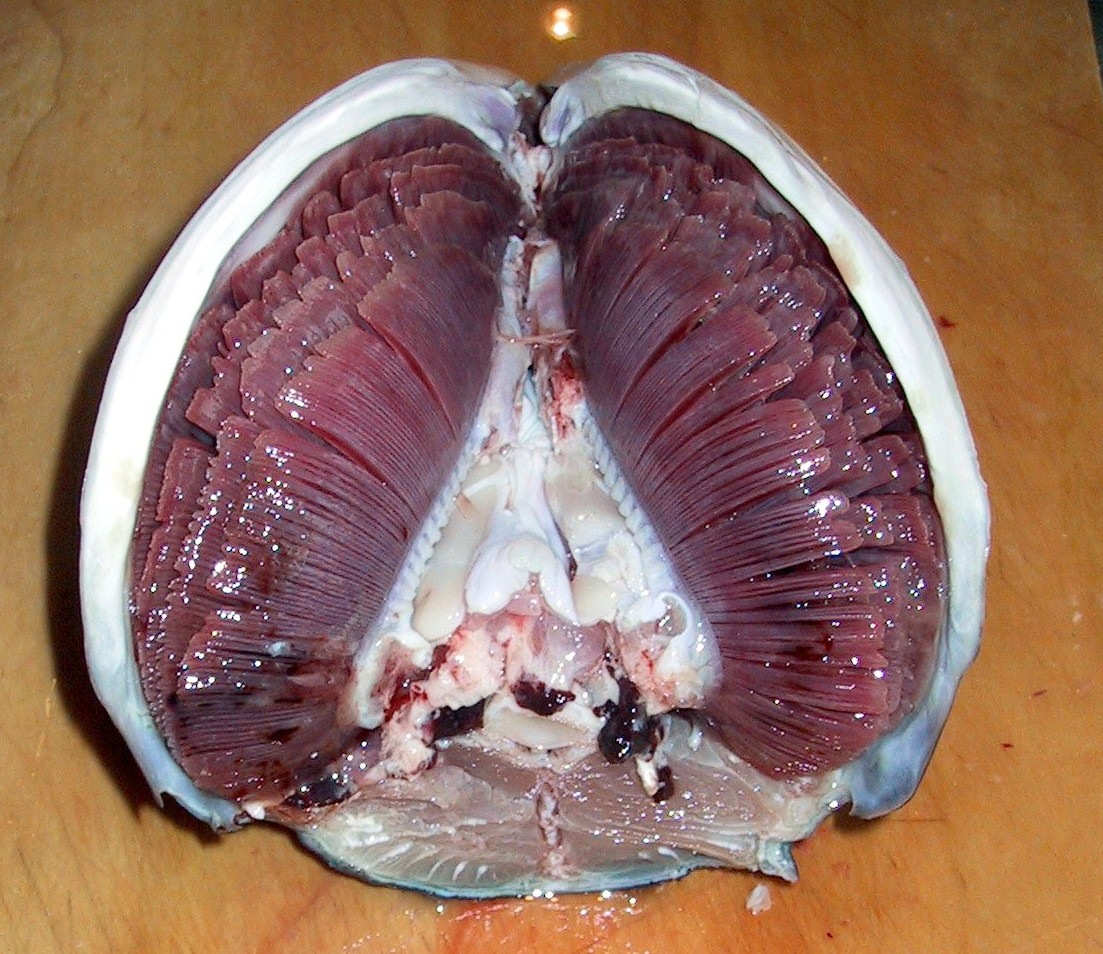
Brànquies dins el cap d'una tonyina

En organismes aquàtics, les brànquies són un òrgan respiratori que serveix per a extreure oxigen de l'aigua i expulsar-hi diòxid de carboni. Les brànquies dels peixos es designen popularment amb el nom de ganyes. El mot brànquia procedeix del grec βράγχια "ganyes de peix", plural de τὸ βράγχιον "aleta", i, per tant, s'ha de veure, si més no originàriament, com un sinònim erudit de ganya.
Molts animals aquàtics petits absorbeixen oxigen per tota la seva superfície corporal, però les formes més complexes tenen òrgans respiratoris localitzats per a presentar una àrea de superfície adequada a l'ambient extern. Normalment són petites plaques de teixit o processos i, amb l'excepció d'alguns insectes aquàtics, contenen sang o líquid celòmic, que intercanvia gasos a través de parets primes. En els insectes, hi ha un tipus únic d'òrgan respiratori, les brànquies traqueals, que contenent tubs d'aire. L'oxigen en aquests tubs es renova a través de les brànquies. Altres insectes aquàtics usen un tipus de brànquia física, amb una estructura coneguda com a plàstron.
En els equinoideus, estrelles de mar i eriçons de mar, la respiració es fa per mitjà de pàpules, protuberàncies primes que es troben a la superfície del cos, i que contenen ramificacions del sistema ambulacral, una versió molt primitiva de brànquia desenvolupada. En els crustacis, mol·luscs i alguns insectes, hi ha estructures semblants a plaques a la superfície del cos per les quals circula la sang. Les brànquies d'altres insectes són del tipus traqueal i també inclouen les mateixes estructures, i en les larves de les libèl·lules, la paret del recte està configurada com a brànquia rectal. L'aigua que entra i surt del recte dona oxigen a les tràquees tancades.
Les brànquies dels vertebrats s'han desenvolupat a les parets de la faringe, amb una sèrie de brànquies que s'obren a l'exterior. L'aigua que entra a la boca passa per les brànquies, que alguns peixos utilitzen per a expulsar els electròlits. En alguns amfibis, les brànquies ocupen la mateixa posició en el cos però sobresurten del cos (vegeu imatge del tritó). En moltes espècies, s'usa un sistema d'intercanvi a contracorrent per a millorar la difusió de substàncies a dins i a fora de les brànquies, amb l'aigua i la sang que flueixen en direccions oposades. Es pensa que les brànquies dels peixos són els precedents evolutius de la trompa d'Eustaqui.
L'àmplia extensió de les brànquies tendeix a ser un problema per als peixos que proven de regular l'osmolaritat de llurs líquids interns. L'aigua salada està menys diluïda que aquests fluids; per tant, els peixos d'aigua salada perden grans quantitats d'aigua a través de les brànquies. Per a recuperar-la, beuen grans quantitats d'aigua salada i expulsen la sal. L'aigua dolça està més diluïda que els líquids interns, de manera que els peixos d'aigua dolça prenen aigua a través de les brànquies, aigua que expulsen per mitjà de l'orina.